# Kakujay Gyula
Kakujay Gyula (Fenlak, Temes vármegye, 1847. január 22. – Budapest, 1882. július 1.) jogi doktor és hírlapíró, Kakujay Alajos testvéröccse.

## Életpályája
A gimnázium négy osztályát Aradon, az V. és VI.-at Szarvason, a VII. és VIII. Temesváron végezte. Ezek után a pesti s bécsi egyetem hallgatója volt. Már jogász korában nagy hajlamot érzett a közgazdasági tudományokhoz és hogy azokban magát még jobban kiképezze, 1869-ben Párizsba ment, hol Chevaliert hallgatta s az Ellenőrnek és a Fővárosi Lapoknak levelezője volt. Párizsból hazajövén, 1871-ben Pesten doktori szigorlatot tett és az Ellenőr belső munkatársa lett. 1872. május 1-jén átvette az akkor megindult Temesi Lapok szerkesztését és különösen vezércikkeket írt a lapba; jelentékeny érdemeket szerzett a magyarosodás körül és 1874. március 1-jén vált meg a laptól. Ekkor a középpárt megalakulván, Budapestre hivatott és a Középpárt c. politikai lapot 1874. április 1-jétől június 28-ig Huszár Imrével együtt szerkesztette, midőn a lap megszűnt; azután több fővárosi lapnál dolgozott. 1876. szeptember 21-től a Budapesti Napilapot alapította és szerkesztette Borostyáni Nándorral, 1877. június 5-től maga 1878. február 10-ig, mikor a 40. számmal ez is megszűnt. 1881-ben Nemzeti Vagyon c. nemzetgazdászati lapot indított meg, ebből azonban csak a mutatványszám jelent meg. Egy darabig a kisbirtokosok országos földhitel-intézetét létesítő bizottságban a levelezést és más szellemi teendőket végzett; 1881-től a Pesti Hirlap közgazdasági rovatát vezette. Meghalt 1882. július 1-jén Budapesten, 35 éves korában.
Cikkei a Fővárosi Lapokban (1870. A párisi katakombákban), a Hazánk és a Külföld-ben (1871. Délmagyarországi németek, A temesvári gazdászati és iparkiállítás csarnoka), a Vasárnapi Ujságban (1876. 33. sz. A fortuna-fogházban.)

## Munkája
- A kisbirtoki földhitel szervezése, a kisbirtokosok országos földhitel-egyesülete és az ezzel szövetséges mezőgazdasági előleg-egyletek által. Bpest, 1876.